# Le Coureur de marathon (film, 1933)
Pour les articles homonymes, voir Le Coureur de marathon.
Pour plus de détails, voir Fiche technique et Distribution.
Le Coureur de marathon (Der Läufer von Marathon) est un film allemand réalisé par Ewald André Dupont sorti en 1933.
Il s'agit de l'adaptation du roman de Werner Scheff.

## Synopsis
Jeux olympiques d'été de 1932 à Los Angeles. La très ambitieuse Lore Steinkopf est une as du plongeon et veut décrocher la médaille d'or dans sa discipline. Trois hommes, tous également sportifs de haut niveau et olympiens, se pressent autour d'elle. Il y a les marathoniens allemands Georg et Karl mais aussi le champion du monde de natation brésilien, José Barrada. Bien que marié à une jolie jeune femme, le Sud-Américain est tombé fou amoureux de Lore. Son sang chaud et méridional le pousse même à négliger son entraînement. Cependant, Lore ne se soucie pas de l'homme beaucoup plus âgé. Mais ceux qui l'entourent craignent que les efforts amoureux de José ne la détournent de sa préparation. La femme de José, Eveline, demande à Lore de ne plus revoir son mari. Mais le retrait de Lore rend José encore plus possessif et jaloux. Les Jeux commencent et Lore parvient à recevoir la médaille d'or.
Dans l'après-midi du même jour, Barrada se rend dans la piscine pour concourir. Ses pensées sont si rapidement ailleurs que, même si Lore a promis d'être dans le stade, il perd. En fait, Lore est arrivée et a raté le départ à cause de la fatigue. José ne franchit la ligne d'arrivée que troisième et est maintenant immensément déçu. Lore apprend la piètre performance de Barrada par l'intermédiaire de son amie Else. Le Brésilien est furieux, cherche Lore dans le village olympique et lui reproche sa piètre performance. La dispute dégénère lors d'un rapide trajet en voiture avec lui au volant. La voiture s'écrase et se renverse. Barrada est gravement blessé, Lore seulement légèrement. Elle peut sortir de l'hôpital et arrive juste à temps pour regarder ses amis Karl et Georg courir le marathon. Else leur avait dit à tous les deux peu avant le départ que Lore voulait recevoir le vainqueur. Maintenant, une compétition interne surgit entre les deux hommes, qui auparavant se disputaient presque Lore et doivent maintenant lutter contre toutes sortes d'incidents sur le long terme. Avec le dernier effort, Georg peut franchir la ligne d'arrivée en premier. Karl, qui a dû arrêter à cause de l'épuisement, est désespéré, mais il n'a aucune raison de le faire, car c'est de lui que Lore est tombé amoureux depuis un certain temps. Complètement brisé, il chancelle dans ses bras.

## Fiche technique
- Titre français : Le Coureur de marathon ou Le Vainqueur de marathon[1]
- Titre original : Der Läufer von Marathon
- Réalisation : Ewald André Dupont assisté de Herbert Selpin
- Scénario : Thea von Harbou
- Musique : Giuseppe Becce
- Direction artistique : Ernő Metzner, Erich Zander (de)
- Costumes : Alice Follet
- Photographie : Eugen Schüfftan
- Son : Erich Lange (de)
- Montage : Herbert Selpin
- Production : Marcel Hellmann (de)
- Société de production : Matador-Film
- Société de distribution : Siegel-Monopolfilm
- Pays de production :  Reich allemand
- Langue : allemand
- Format : Noir et blanc - 1,37:1 - Mono - 35 mm
- Genre : Comédie romantique
- Durée : 98 minutes
- Dates de sortie :
  - Allemagne : 24 février 1933
  - France : 9 octobre 1933[1]

## Distribution
- Brigitte Helm : Lore Steinkopf
- Hans Brausewetter : Karl Rösicke
- Viktor de Kowa : Georg Cornelius
- Paul Hartmann : José Barrada
- Trude von Molo : Eveline Barrada
- Ursula Grabley : Else Wittig, l'amie de Lore
- Oscar Sabo : Walter Franck, entraîneur
- Carl Balhaus : Hans Huber
- Nien Sön Ling (de) : Tschou Ling
- Annemarie Korff (de) : la visiteuse de la piscine
- Loni Michelis (de) : Trude
- Alfred Durra (de) : un reporter
- Anton Pointner : un reporter
- Siegfried Schürenberg : un reporter radio au stade olympique
- Carl Wery : un reporter à la compétition de natation
- Ludwig Stössel : un spectateur du marathon
- Eduard von Winterstein : Dr. Brandt, président de l'école de sport

## Production
Le film est réalisé après les Jeux olympiques d'été de 1932 à Los Angeles, du 7 novembre 1932 au 1er décembre 1932 à Cannes.